# Kera Kardiotissa

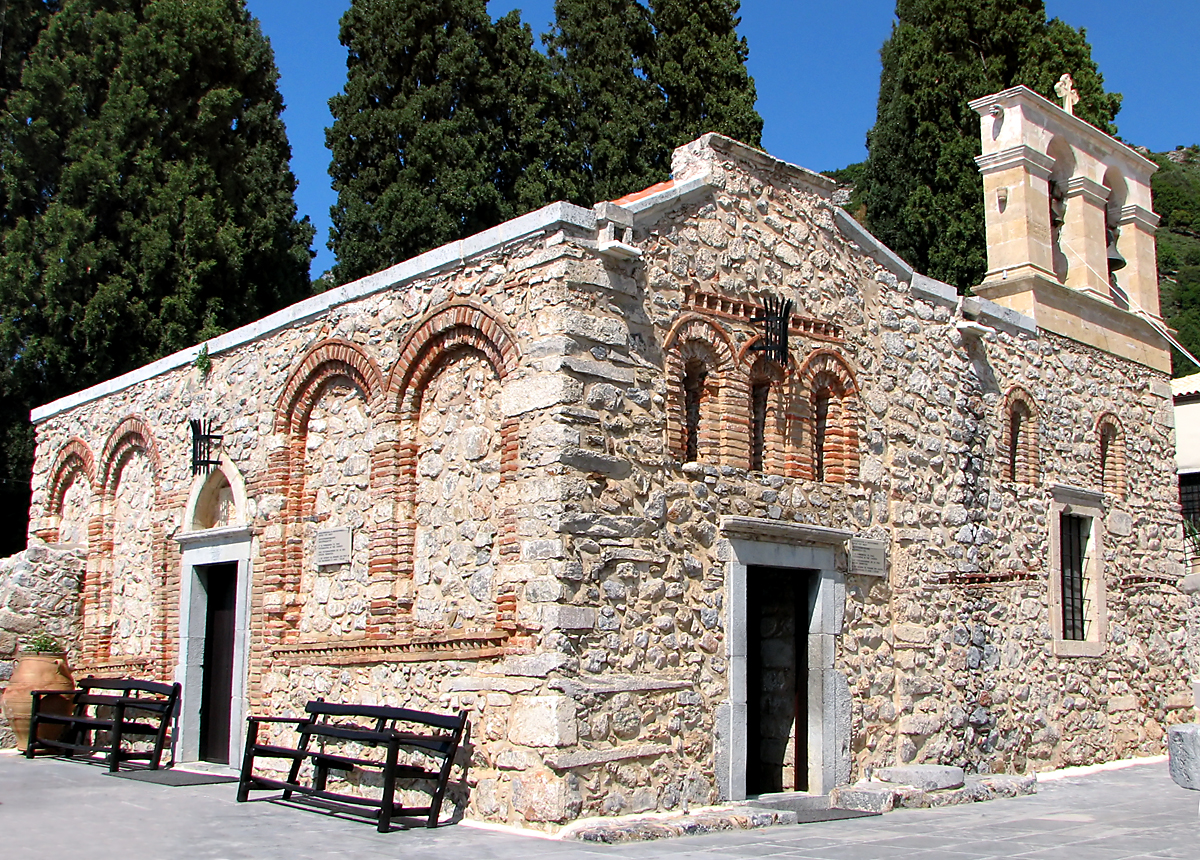
Kloster Kera Kardiotissa

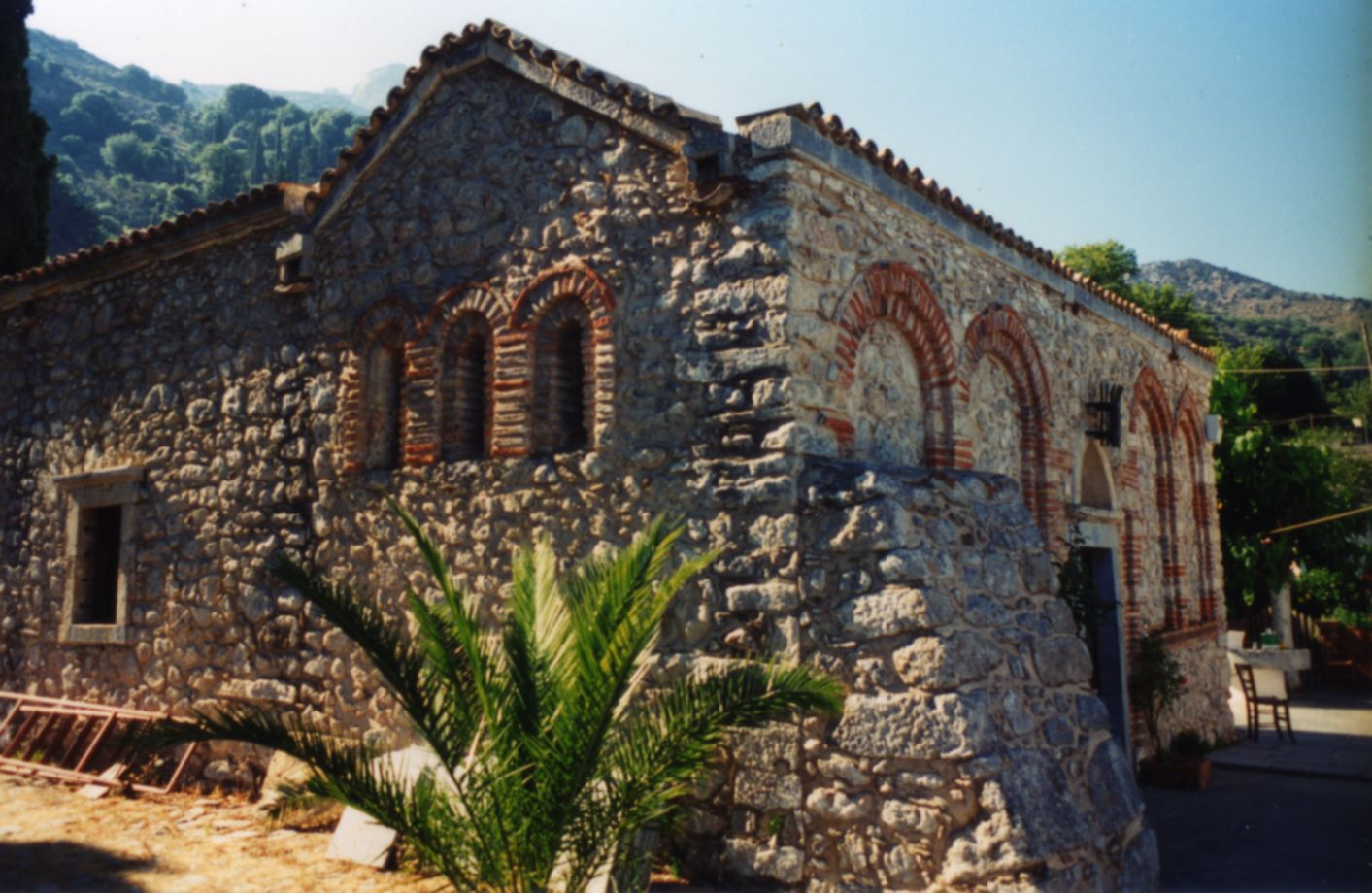
Rückansicht

Garten des Klosters, rechts die Klosterkirche

Das Marienkloster Kera Kardiotissa (griechisch Κερά Καρδιώτισσα (f. sg.)) liegt auf der Insel Kreta am Nordhang des Dikti-Gebirges.

## Geschichte
Die Kirche des Klosters stammt aus dem 14. Jahrhundert und besteht aus einer Vorhalle (Narthex), dem Hauptraum, einer winzigen Nebenkapelle und dem Altarraum, welcher ursprünglich den einzigen Teil einer kleinen Einraumkapelle bildete. Die ebenfalls aus dem 14. Jahrhundert stammenden Fresken zeichnen sich durch differenzierte und leuchtende Farben aus und gehören zu den besterhaltenen auf Kreta. In Kera Kardiotissa gab es eine wundertätige Ikone, welche der Sage nach von den Türken geraubt und nach Konstantinopel verschleppt wurde, aber von selbst in das Kloster zurückkehrte.
In der Zeit, als Kreta zum Osmanischen Reich gehörte (17. bis 19. Jahrhundert), diente das Kloster als geheimer Treffpunkt und Schule für die griechische Bevölkerung.
Die Klosteranlage ist bei Touristen ein beliebtes Zwischenziel bei Fahrten zur nur einige Kilometer entfernt liegenden Lasithi-Hochebene.